# شهرستان ساراکتاشسکی
شهرستان ساراکتاشسکی (به لاتین: Saraktashsky District) یک شهرستان در روسیه است که در استان اورنبورگ واقع شده‌است.